# Metzgeria sikkimensis
Metzgeria sikkimensis là một loài Rêu trong họ Metzgeriaceae. Loài này được S.C. Srivast. & K. K. Rawat mô tả khoa học đầu tiên năm 2001.